# 1000-km-Rennen von Sugo 2006

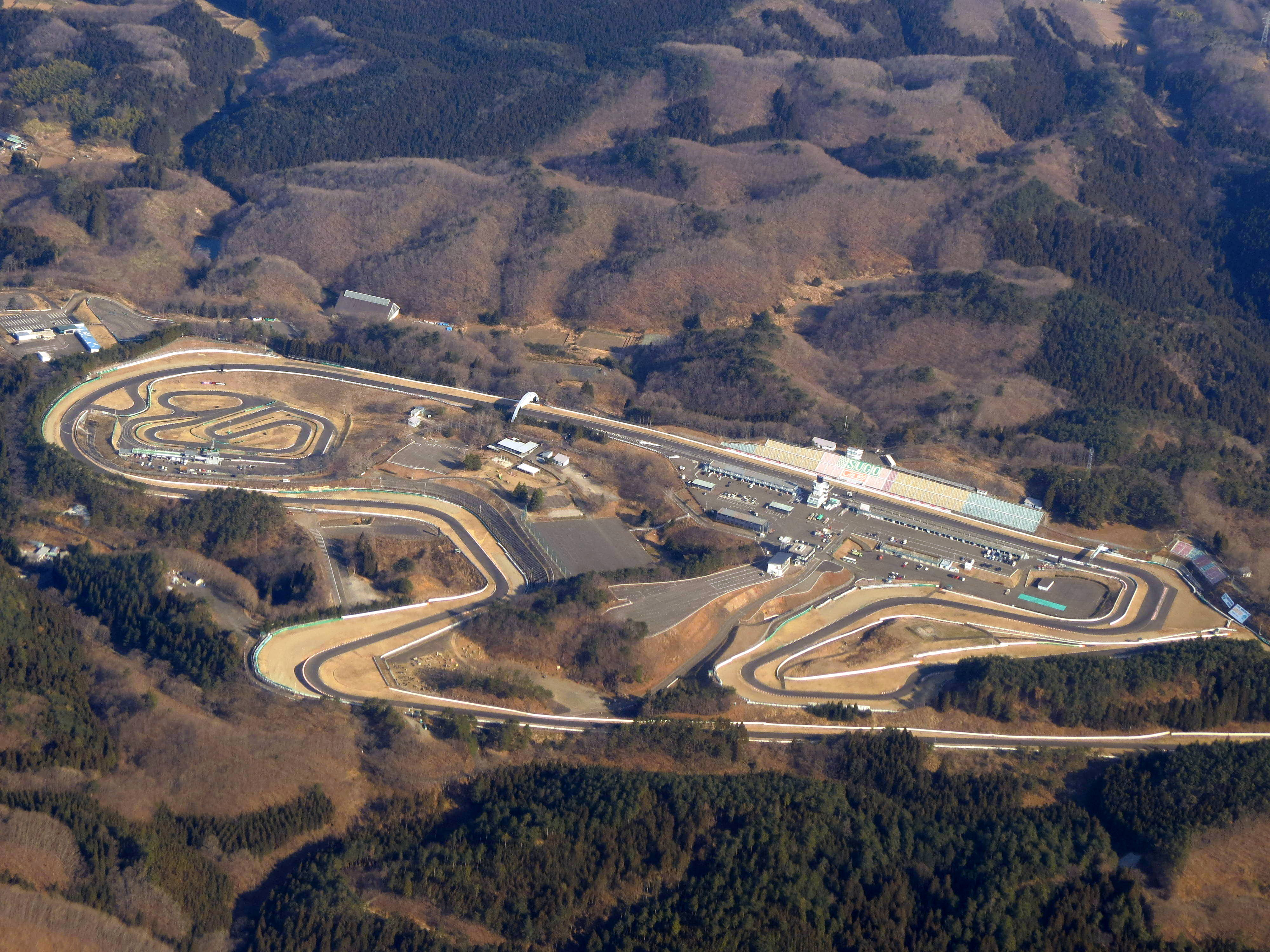
Sportsland SUGO

Das 1000-km-Rennen von Sugo 2006, auch Sugo Sportscar 1000 km Endurance Race, Sports Land Sugo, fand am 14. Mai auf dem Sportsland SUGO statt und war der erste Wertungslauf der Japan Le Mans Challenge dieses Jahres.

## Das Rennen
Der erste Wertungslauf in der Geschichte der Japan Le Mans Challenge startete mit einem kleinen Starterfeld; nur 12 Fahrzeuge waren für das Rennen gemeldet. Nach dem Start konnte der Zytek 04S erwartungsgemäß schnell einen großen Vorsprung gegenüber den anderen Fahrzeugen herausfahren und nach 20 Minuten schon die ersten Grand-Turismo-Fahrzeuge überrunden. Nach dem zweiten Boxenstopp rollte der Prototyp allerdings nach Elektronikproblemen in der letzten Kurve aus und konnte das Rennen nicht wieder aufnehmen. Mit einer Runde Vorsprung gewannen Tatsuya Kataoka, Naoki Hattori und Eiichi Tajima in einem Ferrari 550 Maranello vor dem ersten Prototyp der LMP2-Klasse, einem Dallara GC21, der auf einem Formel-3-Monoposto basierte.

## Ergebnisse

### Schlussklassement
| Pos.            | Klasse | Nr. | Team                | Fahrer                                               | Fahrzeug                    | Runden |
| --------------- | ------ | --- | ------------------- | ---------------------------------------------------- | --------------------------- | ------ |
| 1               | GT1    | 20  | Hitotsuyama Racing  | Tatsuya Kataoka Naoki Hattori Eiichi Tajima          | Ferrari 550 Maranello       | 206    |
| 2               | LMP2   | 18  | AIM Sports          | Shinsuke Yamazaki Yuuji Aso Masaru Tomizawa          | Dallara GC21                | 205    |
| 3               | GT2    | 27  | Team Kawamura       | Koji Aoyama Shinichi Takagi Morio Nitta              | Porsche 996 GT3-RSR         | 200    |
| 4               | LMP2   | 15  | Jidosha Koubou Myst | Ryouhei Sakaguchi Masayuki Ueda                      | Oscar SK5.2                 | 198    |
| 5               | LMP1   | 66  | Jidosha Koubou Myst | Takahiko Shimazawa Masaya Kouno Kenji Takeya         | Oscar SK93                  | 196    |
| 6               | GT2    | 5   | Team Takamizawa     | Kazuyoshi Takamizawa Akihiko Tsutsumi Sunako Jukucho | Porsche 996 GT3-RS          | 195    |
| 7               | GT1    | 9   | Team Leyjun         | Masaki Tanaka Osamu Nakajima Hiroya Iijima           | Mosler MT900 R              | 191    |
| 8               | GT2    | 7   | Proto Works         | Naoko Hagiwara Yuuki Kawai                           | Mazda RX-7                  | 151    |
| Nicht Klassiert |        |     |                     |                                                      |                             |        |
| 9               | LMP2   | 4   | MYZ                 | Yuuya Sakamoto Yoshihisa Namekata Tomonobu Fujii     | Dallara GC21                | 141    |
| Ausgefallen     |        |     |                     |                                                      |                             |        |
| 10              | LMP1   | 21  | Hitotsuyama Racing  | Hideki Noda Hiroki Katō                              | Zytek 04S                   | 141    |
| 11              | LMP2   | 3   | MYZ                 | Masayuki Yamamoto Syougo Suhou Jun'ichirou Yamashita | Dallara GC21                | 53     |
| 12              | GT1    | 88  | JLOC                | Kōji Yamanishi Yasutaka Hinoi Hisashi Wada           | Lamborghini Murciélago R-GT | 40     |

### Nur in der Meldeliste
Zu diesem Rennen sind keine weiteren Meldungen bekannt.

### Klassensieger
| Klasse | Fahrer             | Fahrer          | Fahrer          | Fahrzeug              | Platzierung im Gesamtklassement |
| ------ | ------------------ | --------------- | --------------- | --------------------- | ------------------------------- |
| LMP1   | Takahiko Shimazawa | Masaya Kouno    | Kenji Takeya    | Oscar SK93            | Rang 5                          |
| LMP2   | Shinsuke Yamazaki  | Yuuji Aso       | Masaru Tomizawa | Dallara GC21          | Rang 2                          |
| GT1    | Tatsuya Kataoka    | Naoki Hattori   | Eiichi Tajima   | Ferrari 550 Maranello | Gesamtsieg                      |
| GT2    | Koji Aoyama        | Shinichi Takagi | Morio Nitta     | Porsche 996 GT3-RS    | Rang 3                          |

### Renndaten
- Gemeldet: 12
- Gestartet: 12
- Gewertet: 8
- Rennklassen: 4
- Zuschauer: 4500
- Wetter am Renntag: unbekannt
- Streckenlänge: 3,704 km
- Fahrzeit des Siegerteams: 4:58:55,822 Stunden
- Gesamtrunden des Siegerteams: 206
- Gesamtdistanz des Siegerteams: 763,077 km
- Siegerschnitt: 153,161 km/h
- Pole Position: Hideki Noda/Hiroki Katou – Zytek 04S (#21) – 1:24,141
- Schnellste Rennrunde: Hideki Noda – Zytek 04S (#21) – 1:14,316
- Rennserie: 1. Lauf zur Japan Le Mans Challenge 2006